# Pion (szachy)
| Pion (pionek) | Pion (pionek) |
| ------------- | ------------- |
|               |               |

Pion lub pionek – najsłabsza i zarazem najmniejsza bierka w szachach. Każdy z graczy rozpoczyna grę z ośmioma pionami na swojej drugiej linii. Według notacji algebraicznej piony białych znajdują się na polach a2, b2, c2, ..., h2, piony czarnych na a7, b7, c7, ..., h7. Piony rozróżnia się, nazywając je od kolumny (linii pionowej), w której stoją, na przykład biały pion f lub pola, które zajmują, na przykład pion b2.

## Posunięcia
Zasady wykonywania ruchów pionami znacznie się różnią od zasad dotyczących innych bierek szachowych. W przeciwieństwie do innych bierek piony nie mogą się cofać. Pion porusza się o jedno pole do przodu, jednak każdy pion z pozycji wyjściowej (białe – z drugiego rzędu, czarne – z siódmego) może wykonać ruch zarówno o jedno, jak i o dwa pola do przodu. Pola, na które pion może wykonać ruch lub które może w ruchu minąć, muszą być wolne, pion nie może przeskoczyć innej bierki. Na pierwszym diagramie biały pion d5 może przejść na pole d6, białego piona g2 można postawić na pole g3 lub g4. Czarny pion b3 może wykonać ruch o jedno pole do przodu na pole b2.
|   | a | b | c | d | e | f | g | h |   |
| 8 | c6 – Czarna wieża · d6 – Czarne kółko · e6 – Czarny skoczek · d5 – Biały pionek · g4 – Czarne kółko · b3 – Czarny pionek · f3 – Czarny krzyżyk · g3 – Czarne kółko · h3 – Czarny krzyżyk · a2 – Czarny krzyżyk · b2 – Czarne kółko · c2 – Czarny krzyżyk · g2 – Biały pionek | c6 – Czarna wieża · d6 – Czarne kółko · e6 – Czarny skoczek · d5 – Biały pionek · g4 – Czarne kółko · b3 – Czarny pionek · f3 – Czarny krzyżyk · g3 – Czarne kółko · h3 – Czarny krzyżyk · a2 – Czarny krzyżyk · b2 – Czarne kółko · c2 – Czarny krzyżyk · g2 – Biały pionek | c6 – Czarna wieża · d6 – Czarne kółko · e6 – Czarny skoczek · d5 – Biały pionek · g4 – Czarne kółko · b3 – Czarny pionek · f3 – Czarny krzyżyk · g3 – Czarne kółko · h3 – Czarny krzyżyk · a2 – Czarny krzyżyk · b2 – Czarne kółko · c2 – Czarny krzyżyk · g2 – Biały pionek | c6 – Czarna wieża · d6 – Czarne kółko · e6 – Czarny skoczek · d5 – Biały pionek · g4 – Czarne kółko · b3 – Czarny pionek · f3 – Czarny krzyżyk · g3 – Czarne kółko · h3 – Czarny krzyżyk · a2 – Czarny krzyżyk · b2 – Czarne kółko · c2 – Czarny krzyżyk · g2 – Biały pionek | c6 – Czarna wieża · d6 – Czarne kółko · e6 – Czarny skoczek · d5 – Biały pionek · g4 – Czarne kółko · b3 – Czarny pionek · f3 – Czarny krzyżyk · g3 – Czarne kółko · h3 – Czarny krzyżyk · a2 – Czarny krzyżyk · b2 – Czarne kółko · c2 – Czarny krzyżyk · g2 – Biały pionek | c6 – Czarna wieża · d6 – Czarne kółko · e6 – Czarny skoczek · d5 – Biały pionek · g4 – Czarne kółko · b3 – Czarny pionek · f3 – Czarny krzyżyk · g3 – Czarne kółko · h3 – Czarny krzyżyk · a2 – Czarny krzyżyk · b2 – Czarne kółko · c2 – Czarny krzyżyk · g2 – Biały pionek | c6 – Czarna wieża · d6 – Czarne kółko · e6 – Czarny skoczek · d5 – Biały pionek · g4 – Czarne kółko · b3 – Czarny pionek · f3 – Czarny krzyżyk · g3 – Czarne kółko · h3 – Czarny krzyżyk · a2 – Czarny krzyżyk · b2 – Czarne kółko · c2 – Czarny krzyżyk · g2 – Biały pionek | c6 – Czarna wieża · d6 – Czarne kółko · e6 – Czarny skoczek · d5 – Biały pionek · g4 – Czarne kółko · b3 – Czarny pionek · f3 – Czarny krzyżyk · g3 – Czarne kółko · h3 – Czarny krzyżyk · a2 – Czarny krzyżyk · b2 – Czarne kółko · c2 – Czarny krzyżyk · g2 – Biały pionek | 8 |
| 7 | c6 – Czarna wieża · d6 – Czarne kółko · e6 – Czarny skoczek · d5 – Biały pionek · g4 – Czarne kółko · b3 – Czarny pionek · f3 – Czarny krzyżyk · g3 – Czarne kółko · h3 – Czarny krzyżyk · a2 – Czarny krzyżyk · b2 – Czarne kółko · c2 – Czarny krzyżyk · g2 – Biały pionek | c6 – Czarna wieża · d6 – Czarne kółko · e6 – Czarny skoczek · d5 – Biały pionek · g4 – Czarne kółko · b3 – Czarny pionek · f3 – Czarny krzyżyk · g3 – Czarne kółko · h3 – Czarny krzyżyk · a2 – Czarny krzyżyk · b2 – Czarne kółko · c2 – Czarny krzyżyk · g2 – Biały pionek | c6 – Czarna wieża · d6 – Czarne kółko · e6 – Czarny skoczek · d5 – Biały pionek · g4 – Czarne kółko · b3 – Czarny pionek · f3 – Czarny krzyżyk · g3 – Czarne kółko · h3 – Czarny krzyżyk · a2 – Czarny krzyżyk · b2 – Czarne kółko · c2 – Czarny krzyżyk · g2 – Biały pionek | c6 – Czarna wieża · d6 – Czarne kółko · e6 – Czarny skoczek · d5 – Biały pionek · g4 – Czarne kółko · b3 – Czarny pionek · f3 – Czarny krzyżyk · g3 – Czarne kółko · h3 – Czarny krzyżyk · a2 – Czarny krzyżyk · b2 – Czarne kółko · c2 – Czarny krzyżyk · g2 – Biały pionek | c6 – Czarna wieża · d6 – Czarne kółko · e6 – Czarny skoczek · d5 – Biały pionek · g4 – Czarne kółko · b3 – Czarny pionek · f3 – Czarny krzyżyk · g3 – Czarne kółko · h3 – Czarny krzyżyk · a2 – Czarny krzyżyk · b2 – Czarne kółko · c2 – Czarny krzyżyk · g2 – Biały pionek | c6 – Czarna wieża · d6 – Czarne kółko · e6 – Czarny skoczek · d5 – Biały pionek · g4 – Czarne kółko · b3 – Czarny pionek · f3 – Czarny krzyżyk · g3 – Czarne kółko · h3 – Czarny krzyżyk · a2 – Czarny krzyżyk · b2 – Czarne kółko · c2 – Czarny krzyżyk · g2 – Biały pionek | c6 – Czarna wieża · d6 – Czarne kółko · e6 – Czarny skoczek · d5 – Biały pionek · g4 – Czarne kółko · b3 – Czarny pionek · f3 – Czarny krzyżyk · g3 – Czarne kółko · h3 – Czarny krzyżyk · a2 – Czarny krzyżyk · b2 – Czarne kółko · c2 – Czarny krzyżyk · g2 – Biały pionek | c6 – Czarna wieża · d6 – Czarne kółko · e6 – Czarny skoczek · d5 – Biały pionek · g4 – Czarne kółko · b3 – Czarny pionek · f3 – Czarny krzyżyk · g3 – Czarne kółko · h3 – Czarny krzyżyk · a2 – Czarny krzyżyk · b2 – Czarne kółko · c2 – Czarny krzyżyk · g2 – Biały pionek | 7 |
| 6 | c6 – Czarna wieża · d6 – Czarne kółko · e6 – Czarny skoczek · d5 – Biały pionek · g4 – Czarne kółko · b3 – Czarny pionek · f3 – Czarny krzyżyk · g3 – Czarne kółko · h3 – Czarny krzyżyk · a2 – Czarny krzyżyk · b2 – Czarne kółko · c2 – Czarny krzyżyk · g2 – Biały pionek | c6 – Czarna wieża · d6 – Czarne kółko · e6 – Czarny skoczek · d5 – Biały pionek · g4 – Czarne kółko · b3 – Czarny pionek · f3 – Czarny krzyżyk · g3 – Czarne kółko · h3 – Czarny krzyżyk · a2 – Czarny krzyżyk · b2 – Czarne kółko · c2 – Czarny krzyżyk · g2 – Biały pionek | c6 – Czarna wieża · d6 – Czarne kółko · e6 – Czarny skoczek · d5 – Biały pionek · g4 – Czarne kółko · b3 – Czarny pionek · f3 – Czarny krzyżyk · g3 – Czarne kółko · h3 – Czarny krzyżyk · a2 – Czarny krzyżyk · b2 – Czarne kółko · c2 – Czarny krzyżyk · g2 – Biały pionek | c6 – Czarna wieża · d6 – Czarne kółko · e6 – Czarny skoczek · d5 – Biały pionek · g4 – Czarne kółko · b3 – Czarny pionek · f3 – Czarny krzyżyk · g3 – Czarne kółko · h3 – Czarny krzyżyk · a2 – Czarny krzyżyk · b2 – Czarne kółko · c2 – Czarny krzyżyk · g2 – Biały pionek | c6 – Czarna wieża · d6 – Czarne kółko · e6 – Czarny skoczek · d5 – Biały pionek · g4 – Czarne kółko · b3 – Czarny pionek · f3 – Czarny krzyżyk · g3 – Czarne kółko · h3 – Czarny krzyżyk · a2 – Czarny krzyżyk · b2 – Czarne kółko · c2 – Czarny krzyżyk · g2 – Biały pionek | c6 – Czarna wieża · d6 – Czarne kółko · e6 – Czarny skoczek · d5 – Biały pionek · g4 – Czarne kółko · b3 – Czarny pionek · f3 – Czarny krzyżyk · g3 – Czarne kółko · h3 – Czarny krzyżyk · a2 – Czarny krzyżyk · b2 – Czarne kółko · c2 – Czarny krzyżyk · g2 – Biały pionek | c6 – Czarna wieża · d6 – Czarne kółko · e6 – Czarny skoczek · d5 – Biały pionek · g4 – Czarne kółko · b3 – Czarny pionek · f3 – Czarny krzyżyk · g3 – Czarne kółko · h3 – Czarny krzyżyk · a2 – Czarny krzyżyk · b2 – Czarne kółko · c2 – Czarny krzyżyk · g2 – Biały pionek | c6 – Czarna wieża · d6 – Czarne kółko · e6 – Czarny skoczek · d5 – Biały pionek · g4 – Czarne kółko · b3 – Czarny pionek · f3 – Czarny krzyżyk · g3 – Czarne kółko · h3 – Czarny krzyżyk · a2 – Czarny krzyżyk · b2 – Czarne kółko · c2 – Czarny krzyżyk · g2 – Biały pionek | 6 |
| 5 | c6 – Czarna wieża · d6 – Czarne kółko · e6 – Czarny skoczek · d5 – Biały pionek · g4 – Czarne kółko · b3 – Czarny pionek · f3 – Czarny krzyżyk · g3 – Czarne kółko · h3 – Czarny krzyżyk · a2 – Czarny krzyżyk · b2 – Czarne kółko · c2 – Czarny krzyżyk · g2 – Biały pionek | c6 – Czarna wieża · d6 – Czarne kółko · e6 – Czarny skoczek · d5 – Biały pionek · g4 – Czarne kółko · b3 – Czarny pionek · f3 – Czarny krzyżyk · g3 – Czarne kółko · h3 – Czarny krzyżyk · a2 – Czarny krzyżyk · b2 – Czarne kółko · c2 – Czarny krzyżyk · g2 – Biały pionek | c6 – Czarna wieża · d6 – Czarne kółko · e6 – Czarny skoczek · d5 – Biały pionek · g4 – Czarne kółko · b3 – Czarny pionek · f3 – Czarny krzyżyk · g3 – Czarne kółko · h3 – Czarny krzyżyk · a2 – Czarny krzyżyk · b2 – Czarne kółko · c2 – Czarny krzyżyk · g2 – Biały pionek | c6 – Czarna wieża · d6 – Czarne kółko · e6 – Czarny skoczek · d5 – Biały pionek · g4 – Czarne kółko · b3 – Czarny pionek · f3 – Czarny krzyżyk · g3 – Czarne kółko · h3 – Czarny krzyżyk · a2 – Czarny krzyżyk · b2 – Czarne kółko · c2 – Czarny krzyżyk · g2 – Biały pionek | c6 – Czarna wieża · d6 – Czarne kółko · e6 – Czarny skoczek · d5 – Biały pionek · g4 – Czarne kółko · b3 – Czarny pionek · f3 – Czarny krzyżyk · g3 – Czarne kółko · h3 – Czarny krzyżyk · a2 – Czarny krzyżyk · b2 – Czarne kółko · c2 – Czarny krzyżyk · g2 – Biały pionek | c6 – Czarna wieża · d6 – Czarne kółko · e6 – Czarny skoczek · d5 – Biały pionek · g4 – Czarne kółko · b3 – Czarny pionek · f3 – Czarny krzyżyk · g3 – Czarne kółko · h3 – Czarny krzyżyk · a2 – Czarny krzyżyk · b2 – Czarne kółko · c2 – Czarny krzyżyk · g2 – Biały pionek | c6 – Czarna wieża · d6 – Czarne kółko · e6 – Czarny skoczek · d5 – Biały pionek · g4 – Czarne kółko · b3 – Czarny pionek · f3 – Czarny krzyżyk · g3 – Czarne kółko · h3 – Czarny krzyżyk · a2 – Czarny krzyżyk · b2 – Czarne kółko · c2 – Czarny krzyżyk · g2 – Biały pionek | c6 – Czarna wieża · d6 – Czarne kółko · e6 – Czarny skoczek · d5 – Biały pionek · g4 – Czarne kółko · b3 – Czarny pionek · f3 – Czarny krzyżyk · g3 – Czarne kółko · h3 – Czarny krzyżyk · a2 – Czarny krzyżyk · b2 – Czarne kółko · c2 – Czarny krzyżyk · g2 – Biały pionek | 5 |
| 4 | c6 – Czarna wieża · d6 – Czarne kółko · e6 – Czarny skoczek · d5 – Biały pionek · g4 – Czarne kółko · b3 – Czarny pionek · f3 – Czarny krzyżyk · g3 – Czarne kółko · h3 – Czarny krzyżyk · a2 – Czarny krzyżyk · b2 – Czarne kółko · c2 – Czarny krzyżyk · g2 – Biały pionek | c6 – Czarna wieża · d6 – Czarne kółko · e6 – Czarny skoczek · d5 – Biały pionek · g4 – Czarne kółko · b3 – Czarny pionek · f3 – Czarny krzyżyk · g3 – Czarne kółko · h3 – Czarny krzyżyk · a2 – Czarny krzyżyk · b2 – Czarne kółko · c2 – Czarny krzyżyk · g2 – Biały pionek | c6 – Czarna wieża · d6 – Czarne kółko · e6 – Czarny skoczek · d5 – Biały pionek · g4 – Czarne kółko · b3 – Czarny pionek · f3 – Czarny krzyżyk · g3 – Czarne kółko · h3 – Czarny krzyżyk · a2 – Czarny krzyżyk · b2 – Czarne kółko · c2 – Czarny krzyżyk · g2 – Biały pionek | c6 – Czarna wieża · d6 – Czarne kółko · e6 – Czarny skoczek · d5 – Biały pionek · g4 – Czarne kółko · b3 – Czarny pionek · f3 – Czarny krzyżyk · g3 – Czarne kółko · h3 – Czarny krzyżyk · a2 – Czarny krzyżyk · b2 – Czarne kółko · c2 – Czarny krzyżyk · g2 – Biały pionek | c6 – Czarna wieża · d6 – Czarne kółko · e6 – Czarny skoczek · d5 – Biały pionek · g4 – Czarne kółko · b3 – Czarny pionek · f3 – Czarny krzyżyk · g3 – Czarne kółko · h3 – Czarny krzyżyk · a2 – Czarny krzyżyk · b2 – Czarne kółko · c2 – Czarny krzyżyk · g2 – Biały pionek | c6 – Czarna wieża · d6 – Czarne kółko · e6 – Czarny skoczek · d5 – Biały pionek · g4 – Czarne kółko · b3 – Czarny pionek · f3 – Czarny krzyżyk · g3 – Czarne kółko · h3 – Czarny krzyżyk · a2 – Czarny krzyżyk · b2 – Czarne kółko · c2 – Czarny krzyżyk · g2 – Biały pionek | c6 – Czarna wieża · d6 – Czarne kółko · e6 – Czarny skoczek · d5 – Biały pionek · g4 – Czarne kółko · b3 – Czarny pionek · f3 – Czarny krzyżyk · g3 – Czarne kółko · h3 – Czarny krzyżyk · a2 – Czarny krzyżyk · b2 – Czarne kółko · c2 – Czarny krzyżyk · g2 – Biały pionek | c6 – Czarna wieża · d6 – Czarne kółko · e6 – Czarny skoczek · d5 – Biały pionek · g4 – Czarne kółko · b3 – Czarny pionek · f3 – Czarny krzyżyk · g3 – Czarne kółko · h3 – Czarny krzyżyk · a2 – Czarny krzyżyk · b2 – Czarne kółko · c2 – Czarny krzyżyk · g2 – Biały pionek | 4 |
| 3 | c6 – Czarna wieża · d6 – Czarne kółko · e6 – Czarny skoczek · d5 – Biały pionek · g4 – Czarne kółko · b3 – Czarny pionek · f3 – Czarny krzyżyk · g3 – Czarne kółko · h3 – Czarny krzyżyk · a2 – Czarny krzyżyk · b2 – Czarne kółko · c2 – Czarny krzyżyk · g2 – Biały pionek | c6 – Czarna wieża · d6 – Czarne kółko · e6 – Czarny skoczek · d5 – Biały pionek · g4 – Czarne kółko · b3 – Czarny pionek · f3 – Czarny krzyżyk · g3 – Czarne kółko · h3 – Czarny krzyżyk · a2 – Czarny krzyżyk · b2 – Czarne kółko · c2 – Czarny krzyżyk · g2 – Biały pionek | c6 – Czarna wieża · d6 – Czarne kółko · e6 – Czarny skoczek · d5 – Biały pionek · g4 – Czarne kółko · b3 – Czarny pionek · f3 – Czarny krzyżyk · g3 – Czarne kółko · h3 – Czarny krzyżyk · a2 – Czarny krzyżyk · b2 – Czarne kółko · c2 – Czarny krzyżyk · g2 – Biały pionek | c6 – Czarna wieża · d6 – Czarne kółko · e6 – Czarny skoczek · d5 – Biały pionek · g4 – Czarne kółko · b3 – Czarny pionek · f3 – Czarny krzyżyk · g3 – Czarne kółko · h3 – Czarny krzyżyk · a2 – Czarny krzyżyk · b2 – Czarne kółko · c2 – Czarny krzyżyk · g2 – Biały pionek | c6 – Czarna wieża · d6 – Czarne kółko · e6 – Czarny skoczek · d5 – Biały pionek · g4 – Czarne kółko · b3 – Czarny pionek · f3 – Czarny krzyżyk · g3 – Czarne kółko · h3 – Czarny krzyżyk · a2 – Czarny krzyżyk · b2 – Czarne kółko · c2 – Czarny krzyżyk · g2 – Biały pionek | c6 – Czarna wieża · d6 – Czarne kółko · e6 – Czarny skoczek · d5 – Biały pionek · g4 – Czarne kółko · b3 – Czarny pionek · f3 – Czarny krzyżyk · g3 – Czarne kółko · h3 – Czarny krzyżyk · a2 – Czarny krzyżyk · b2 – Czarne kółko · c2 – Czarny krzyżyk · g2 – Biały pionek | c6 – Czarna wieża · d6 – Czarne kółko · e6 – Czarny skoczek · d5 – Biały pionek · g4 – Czarne kółko · b3 – Czarny pionek · f3 – Czarny krzyżyk · g3 – Czarne kółko · h3 – Czarny krzyżyk · a2 – Czarny krzyżyk · b2 – Czarne kółko · c2 – Czarny krzyżyk · g2 – Biały pionek | c6 – Czarna wieża · d6 – Czarne kółko · e6 – Czarny skoczek · d5 – Biały pionek · g4 – Czarne kółko · b3 – Czarny pionek · f3 – Czarny krzyżyk · g3 – Czarne kółko · h3 – Czarny krzyżyk · a2 – Czarny krzyżyk · b2 – Czarne kółko · c2 – Czarny krzyżyk · g2 – Biały pionek | 3 |
| 2 | c6 – Czarna wieża · d6 – Czarne kółko · e6 – Czarny skoczek · d5 – Biały pionek · g4 – Czarne kółko · b3 – Czarny pionek · f3 – Czarny krzyżyk · g3 – Czarne kółko · h3 – Czarny krzyżyk · a2 – Czarny krzyżyk · b2 – Czarne kółko · c2 – Czarny krzyżyk · g2 – Biały pionek | c6 – Czarna wieża · d6 – Czarne kółko · e6 – Czarny skoczek · d5 – Biały pionek · g4 – Czarne kółko · b3 – Czarny pionek · f3 – Czarny krzyżyk · g3 – Czarne kółko · h3 – Czarny krzyżyk · a2 – Czarny krzyżyk · b2 – Czarne kółko · c2 – Czarny krzyżyk · g2 – Biały pionek | c6 – Czarna wieża · d6 – Czarne kółko · e6 – Czarny skoczek · d5 – Biały pionek · g4 – Czarne kółko · b3 – Czarny pionek · f3 – Czarny krzyżyk · g3 – Czarne kółko · h3 – Czarny krzyżyk · a2 – Czarny krzyżyk · b2 – Czarne kółko · c2 – Czarny krzyżyk · g2 – Biały pionek | c6 – Czarna wieża · d6 – Czarne kółko · e6 – Czarny skoczek · d5 – Biały pionek · g4 – Czarne kółko · b3 – Czarny pionek · f3 – Czarny krzyżyk · g3 – Czarne kółko · h3 – Czarny krzyżyk · a2 – Czarny krzyżyk · b2 – Czarne kółko · c2 – Czarny krzyżyk · g2 – Biały pionek | c6 – Czarna wieża · d6 – Czarne kółko · e6 – Czarny skoczek · d5 – Biały pionek · g4 – Czarne kółko · b3 – Czarny pionek · f3 – Czarny krzyżyk · g3 – Czarne kółko · h3 – Czarny krzyżyk · a2 – Czarny krzyżyk · b2 – Czarne kółko · c2 – Czarny krzyżyk · g2 – Biały pionek | c6 – Czarna wieża · d6 – Czarne kółko · e6 – Czarny skoczek · d5 – Biały pionek · g4 – Czarne kółko · b3 – Czarny pionek · f3 – Czarny krzyżyk · g3 – Czarne kółko · h3 – Czarny krzyżyk · a2 – Czarny krzyżyk · b2 – Czarne kółko · c2 – Czarny krzyżyk · g2 – Biały pionek | c6 – Czarna wieża · d6 – Czarne kółko · e6 – Czarny skoczek · d5 – Biały pionek · g4 – Czarne kółko · b3 – Czarny pionek · f3 – Czarny krzyżyk · g3 – Czarne kółko · h3 – Czarny krzyżyk · a2 – Czarny krzyżyk · b2 – Czarne kółko · c2 – Czarny krzyżyk · g2 – Biały pionek | c6 – Czarna wieża · d6 – Czarne kółko · e6 – Czarny skoczek · d5 – Biały pionek · g4 – Czarne kółko · b3 – Czarny pionek · f3 – Czarny krzyżyk · g3 – Czarne kółko · h3 – Czarny krzyżyk · a2 – Czarny krzyżyk · b2 – Czarne kółko · c2 – Czarny krzyżyk · g2 – Biały pionek | 2 |
| 1 | c6 – Czarna wieża · d6 – Czarne kółko · e6 – Czarny skoczek · d5 – Biały pionek · g4 – Czarne kółko · b3 – Czarny pionek · f3 – Czarny krzyżyk · g3 – Czarne kółko · h3 – Czarny krzyżyk · a2 – Czarny krzyżyk · b2 – Czarne kółko · c2 – Czarny krzyżyk · g2 – Biały pionek | c6 – Czarna wieża · d6 – Czarne kółko · e6 – Czarny skoczek · d5 – Biały pionek · g4 – Czarne kółko · b3 – Czarny pionek · f3 – Czarny krzyżyk · g3 – Czarne kółko · h3 – Czarny krzyżyk · a2 – Czarny krzyżyk · b2 – Czarne kółko · c2 – Czarny krzyżyk · g2 – Biały pionek | c6 – Czarna wieża · d6 – Czarne kółko · e6 – Czarny skoczek · d5 – Biały pionek · g4 – Czarne kółko · b3 – Czarny pionek · f3 – Czarny krzyżyk · g3 – Czarne kółko · h3 – Czarny krzyżyk · a2 – Czarny krzyżyk · b2 – Czarne kółko · c2 – Czarny krzyżyk · g2 – Biały pionek | c6 – Czarna wieża · d6 – Czarne kółko · e6 – Czarny skoczek · d5 – Biały pionek · g4 – Czarne kółko · b3 – Czarny pionek · f3 – Czarny krzyżyk · g3 – Czarne kółko · h3 – Czarny krzyżyk · a2 – Czarny krzyżyk · b2 – Czarne kółko · c2 – Czarny krzyżyk · g2 – Biały pionek | c6 – Czarna wieża · d6 – Czarne kółko · e6 – Czarny skoczek · d5 – Biały pionek · g4 – Czarne kółko · b3 – Czarny pionek · f3 – Czarny krzyżyk · g3 – Czarne kółko · h3 – Czarny krzyżyk · a2 – Czarny krzyżyk · b2 – Czarne kółko · c2 – Czarny krzyżyk · g2 – Biały pionek | c6 – Czarna wieża · d6 – Czarne kółko · e6 – Czarny skoczek · d5 – Biały pionek · g4 – Czarne kółko · b3 – Czarny pionek · f3 – Czarny krzyżyk · g3 – Czarne kółko · h3 – Czarny krzyżyk · a2 – Czarny krzyżyk · b2 – Czarne kółko · c2 – Czarny krzyżyk · g2 – Biały pionek | c6 – Czarna wieża · d6 – Czarne kółko · e6 – Czarny skoczek · d5 – Biały pionek · g4 – Czarne kółko · b3 – Czarny pionek · f3 – Czarny krzyżyk · g3 – Czarne kółko · h3 – Czarny krzyżyk · a2 – Czarny krzyżyk · b2 – Czarne kółko · c2 – Czarny krzyżyk · g2 – Biały pionek | c6 – Czarna wieża · d6 – Czarne kółko · e6 – Czarny skoczek · d5 – Biały pionek · g4 – Czarne kółko · b3 – Czarny pionek · f3 – Czarny krzyżyk · g3 – Czarne kółko · h3 – Czarny krzyżyk · a2 – Czarny krzyżyk · b2 – Czarne kółko · c2 – Czarny krzyżyk · g2 – Biały pionek | 1 |
|   | a | b | c | d | e | f | g | h |   |

### Bicie
W odróżnieniu od innych bierek, pion nie może zbić bierki przeciwnika na polu, na które mógłby wejść, w jednym ruchu. Dowolna bierka (własna lub przeciwnika), stojąca przed pionem, blokuje jego ruch. Pion bije na ukos, jedno pole do przodu po lewej lub prawej jego stronie. Na pierwszym diagramie biały pion d5 może zbić czarną wieżę c6 lub czarnego skoczka e6. Biały pion g2 mógłby zbić bierkę przeciwnika, gdyby stała ona na jednym z pól f3 lub h3.

#### Bicie w przelocie
Niezwykłym ruchem jest bicie w przelocie (fr. en passant). Możliwość bicia w przelocie powstaje tylko wówczas, gdy pion jednej ze stron wykonał ruch o dwa pola, a pole, które minął, jest atakowane przez piona strony przeciwnej. Pion bijący w przelocie zajmuje to właśnie wolne pole, które minął pion zbijany. Drugi diagram ilustruje bicie w przelocie. Jeśli czarny pion b7 wykona ruch o dwa pola na b5, biały pion c5 może go zbić, ustawiając się na polu b6. W notacji szachowej bicie w przelocie można odróżnić od zwykłego bicia poprzez dodanie po zapisie posunięcia skrótu e.p. (ale nie jest to konieczne) – w przedstawionym tu przykładzie zapis będzie wyglądał tak:  c:b6 (e.p.). Bić w przelocie można tylko pionka i tylko pionkiem. Bicie w przelocie można wykonać wyłącznie w następnym ruchu po tym, gdy pion zbijany wykonał ruch o dwa pola. Jeśli gracz wykona jakikolwiek inny ruch, traci prawo do bicia w przelocie.
|   | a                                                                                | b                                                                                | c                                                                                | d                                                                                | e                                                                                | f                                                                                | g                                                                                | h                                                                                |   |
| 8 | b7 – Czarny pionek · b6 – Czarny krzyżyk · b5 – Czarne kółko · c5 – Biały pionek | b7 – Czarny pionek · b6 – Czarny krzyżyk · b5 – Czarne kółko · c5 – Biały pionek | b7 – Czarny pionek · b6 – Czarny krzyżyk · b5 – Czarne kółko · c5 – Biały pionek | b7 – Czarny pionek · b6 – Czarny krzyżyk · b5 – Czarne kółko · c5 – Biały pionek | b7 – Czarny pionek · b6 – Czarny krzyżyk · b5 – Czarne kółko · c5 – Biały pionek | b7 – Czarny pionek · b6 – Czarny krzyżyk · b5 – Czarne kółko · c5 – Biały pionek | b7 – Czarny pionek · b6 – Czarny krzyżyk · b5 – Czarne kółko · c5 – Biały pionek | b7 – Czarny pionek · b6 – Czarny krzyżyk · b5 – Czarne kółko · c5 – Biały pionek | 8 |
| 7 | b7 – Czarny pionek · b6 – Czarny krzyżyk · b5 – Czarne kółko · c5 – Biały pionek | b7 – Czarny pionek · b6 – Czarny krzyżyk · b5 – Czarne kółko · c5 – Biały pionek | b7 – Czarny pionek · b6 – Czarny krzyżyk · b5 – Czarne kółko · c5 – Biały pionek | b7 – Czarny pionek · b6 – Czarny krzyżyk · b5 – Czarne kółko · c5 – Biały pionek | b7 – Czarny pionek · b6 – Czarny krzyżyk · b5 – Czarne kółko · c5 – Biały pionek | b7 – Czarny pionek · b6 – Czarny krzyżyk · b5 – Czarne kółko · c5 – Biały pionek | b7 – Czarny pionek · b6 – Czarny krzyżyk · b5 – Czarne kółko · c5 – Biały pionek | b7 – Czarny pionek · b6 – Czarny krzyżyk · b5 – Czarne kółko · c5 – Biały pionek | 7 |
| 6 | b7 – Czarny pionek · b6 – Czarny krzyżyk · b5 – Czarne kółko · c5 – Biały pionek | b7 – Czarny pionek · b6 – Czarny krzyżyk · b5 – Czarne kółko · c5 – Biały pionek | b7 – Czarny pionek · b6 – Czarny krzyżyk · b5 – Czarne kółko · c5 – Biały pionek | b7 – Czarny pionek · b6 – Czarny krzyżyk · b5 – Czarne kółko · c5 – Biały pionek | b7 – Czarny pionek · b6 – Czarny krzyżyk · b5 – Czarne kółko · c5 – Biały pionek | b7 – Czarny pionek · b6 – Czarny krzyżyk · b5 – Czarne kółko · c5 – Biały pionek | b7 – Czarny pionek · b6 – Czarny krzyżyk · b5 – Czarne kółko · c5 – Biały pionek | b7 – Czarny pionek · b6 – Czarny krzyżyk · b5 – Czarne kółko · c5 – Biały pionek | 6 |
| 5 | b7 – Czarny pionek · b6 – Czarny krzyżyk · b5 – Czarne kółko · c5 – Biały pionek | b7 – Czarny pionek · b6 – Czarny krzyżyk · b5 – Czarne kółko · c5 – Biały pionek | b7 – Czarny pionek · b6 – Czarny krzyżyk · b5 – Czarne kółko · c5 – Biały pionek | b7 – Czarny pionek · b6 – Czarny krzyżyk · b5 – Czarne kółko · c5 – Biały pionek | b7 – Czarny pionek · b6 – Czarny krzyżyk · b5 – Czarne kółko · c5 – Biały pionek | b7 – Czarny pionek · b6 – Czarny krzyżyk · b5 – Czarne kółko · c5 – Biały pionek | b7 – Czarny pionek · b6 – Czarny krzyżyk · b5 – Czarne kółko · c5 – Biały pionek | b7 – Czarny pionek · b6 – Czarny krzyżyk · b5 – Czarne kółko · c5 – Biały pionek | 5 |
| 4 | b7 – Czarny pionek · b6 – Czarny krzyżyk · b5 – Czarne kółko · c5 – Biały pionek | b7 – Czarny pionek · b6 – Czarny krzyżyk · b5 – Czarne kółko · c5 – Biały pionek | b7 – Czarny pionek · b6 – Czarny krzyżyk · b5 – Czarne kółko · c5 – Biały pionek | b7 – Czarny pionek · b6 – Czarny krzyżyk · b5 – Czarne kółko · c5 – Biały pionek | b7 – Czarny pionek · b6 – Czarny krzyżyk · b5 – Czarne kółko · c5 – Biały pionek | b7 – Czarny pionek · b6 – Czarny krzyżyk · b5 – Czarne kółko · c5 – Biały pionek | b7 – Czarny pionek · b6 – Czarny krzyżyk · b5 – Czarne kółko · c5 – Biały pionek | b7 – Czarny pionek · b6 – Czarny krzyżyk · b5 – Czarne kółko · c5 – Biały pionek | 4 |
| 3 | b7 – Czarny pionek · b6 – Czarny krzyżyk · b5 – Czarne kółko · c5 – Biały pionek | b7 – Czarny pionek · b6 – Czarny krzyżyk · b5 – Czarne kółko · c5 – Biały pionek | b7 – Czarny pionek · b6 – Czarny krzyżyk · b5 – Czarne kółko · c5 – Biały pionek | b7 – Czarny pionek · b6 – Czarny krzyżyk · b5 – Czarne kółko · c5 – Biały pionek | b7 – Czarny pionek · b6 – Czarny krzyżyk · b5 – Czarne kółko · c5 – Biały pionek | b7 – Czarny pionek · b6 – Czarny krzyżyk · b5 – Czarne kółko · c5 – Biały pionek | b7 – Czarny pionek · b6 – Czarny krzyżyk · b5 – Czarne kółko · c5 – Biały pionek | b7 – Czarny pionek · b6 – Czarny krzyżyk · b5 – Czarne kółko · c5 – Biały pionek | 3 |
| 2 | b7 – Czarny pionek · b6 – Czarny krzyżyk · b5 – Czarne kółko · c5 – Biały pionek | b7 – Czarny pionek · b6 – Czarny krzyżyk · b5 – Czarne kółko · c5 – Biały pionek | b7 – Czarny pionek · b6 – Czarny krzyżyk · b5 – Czarne kółko · c5 – Biały pionek | b7 – Czarny pionek · b6 – Czarny krzyżyk · b5 – Czarne kółko · c5 – Biały pionek | b7 – Czarny pionek · b6 – Czarny krzyżyk · b5 – Czarne kółko · c5 – Biały pionek | b7 – Czarny pionek · b6 – Czarny krzyżyk · b5 – Czarne kółko · c5 – Biały pionek | b7 – Czarny pionek · b6 – Czarny krzyżyk · b5 – Czarne kółko · c5 – Biały pionek | b7 – Czarny pionek · b6 – Czarny krzyżyk · b5 – Czarne kółko · c5 – Biały pionek | 2 |
| 1 | b7 – Czarny pionek · b6 – Czarny krzyżyk · b5 – Czarne kółko · c5 – Biały pionek | b7 – Czarny pionek · b6 – Czarny krzyżyk · b5 – Czarne kółko · c5 – Biały pionek | b7 – Czarny pionek · b6 – Czarny krzyżyk · b5 – Czarne kółko · c5 – Biały pionek | b7 – Czarny pionek · b6 – Czarny krzyżyk · b5 – Czarne kółko · c5 – Biały pionek | b7 – Czarny pionek · b6 – Czarny krzyżyk · b5 – Czarne kółko · c5 – Biały pionek | b7 – Czarny pionek · b6 – Czarny krzyżyk · b5 – Czarne kółko · c5 – Biały pionek | b7 – Czarny pionek · b6 – Czarny krzyżyk · b5 – Czarne kółko · c5 – Biały pionek | b7 – Czarny pionek · b6 – Czarny krzyżyk · b5 – Czarne kółko · c5 – Biały pionek | 1 |
|   | a                                                                                | b                                                                                | c                                                                                | d                                                                                | e                                                                                | f                                                                                | g                                                                                | h                                                                                |   |

## Promocja
Pion, który przemaszerował przez całą szachownicę i osiągnął ostatnią linię, musi być w tym samym ruchu zastąpiony hetmanem, wieżą, gońcem lub skoczkiem tego samego koloru. Taki ruch nazywa się promocją. Zazwyczaj pion jest promowany na najsilniejszą figurę – hetmana. Zdarzają się jednak sytuacje, w których korzystniejsza jest przemiana w inną figurę – mówimy wówczas o słabej promocji. Pion może być promowany na figurę niezależnie od liczby figur tego rodzaju znajdujących się na szachownicy. Teoretycznie na szachownicy może znajdować się dziewięć hetmanów albo na przykład dziesięć wież jednego koloru.